# Владимир Сандулович
Владимир Сандулович ((серб. Владимир Сандуловић, Vladimir Sandulović), нар. 18 травня 1977, Заєчар, СФРЮ) — сербський футболіст, захисник. Зараз — головний тренер клубу «Тимок» (Заєчар)

## Клубна кар'єра
Грати в футбол почав у рідному Заєчарі, в команді «Тимок», потім продовжив виступи в молодіжній академії Црвени Звезди. 
З 1998 року він був гравцем ОФК Белград, який дебютував у Першій лізі Сербії та Чорногорії. У сезоні 2000 року половину сезону виступав у ісландській команді «Стьярнан», який посіла передостаннє місце в турнірній таблиці і вилетіла до Першої ліги Ісландії.
Потім був гравець «Радничок», «Біг Булля», «Тимка» та «Земуна», допоки в 2005 році не відправився у піврчну оренду до полтавської «Ворскли». У вищій лізі дебютував 1 березня 2005 року у переможному матчі проти запорізького «Металурга». Загалом в українській прем'єр-лізі він відіграв 11 поєдинків. 3 квітня 2005 року  Сандуловіч вже на другій хвилині виїздного матчу проти «Дніпра» отримав пряму червону картку від київського арбітра Ігоря Іщенка за фол останньої надії, що стало найшвидшим вилученням в історії чемпіонатів України.
У червні 2006 року Сандулович був на перегляді в команді «Гурник» (Ленчна), який завершився підписанням контракту. Але в результаті ускладнень після травми ребра так і не зміг зіграти на початку сезону 2006/07 років. У першій лізі дебютував 14 жовтня в програному з рахунком 1:5 матчі проти Відзева. Загалом, він зіграв лише в одному матчі чемпіонату та в 3-ох матчах Кубку Екстракляси. У грудні 2006 року керівництво клубу оголосило про припинення співпраці з гравцем.
Потім він продовжив свою кар'єру в «Націоналу» (Бухарест) та шведському «Васалундс». У 2008 році він був гравцем друголігового клубу «Смедерево», де він провів один сезон. З 2009 року він грав в відбуваються в іншому клубі з тої ж ліги «Слобода» (Ужице). З цим клубом Владимир вийшов до фіналу Кубку Сербії (поразка з рахунком 0:3 від Партизану) і грав у кваліфікації Ліги Європи 2009/2010. Це було найбільшим досягненням в історії клубу.
З середини 2010 року він виступав у рідному клубі «Тимок» (Заєчар), який вже наступного сезону вийшов до Першої ліги чемпіонату Сербії.

## Кар'єра тренера
Влітку 2014 року Сандулович завершив кар'єру гравця, після чого одразу ж був призначений на посаду головного тренера «Тимка». Вже у першому ж сезоні під керівництвом Владимира Сандуловича команда за підсумками чемпіонату посіла п'яте місце в Сербській лізі Схід.

## Досягнення
- Кубок Сербії
  -  Фіналіст (1): 2009